# Alfredo Mengotti
Alfredo Mengotti (* 8. Januar 1866 in Bologna, Königreich Italien; † 29. März 1925 in Madrid) war ein Schweizer Diplomat. Er war zwischen 1918 und bis zu seinem Tod 1925 Schweizer Gesandter im Königreich Spanien.

## Leben
Seine Familie stammt ursprünglich aus Poschiavo GR. Der gelernte Ingenieur ging in Spanien einer kommerziellen Tätigkeit nach, vor allem als Vertreter von verschiedenen Schweizer Handelshäusern. Mengotti löste 1904 den verstorbenen Honorar-Generalkonsul Charles Lardet ab und blieb bis 1910 als Honorar-Generalkonsul der Schweiz in Madrid. Mit der Umwandlung des Honorargeneralkonsulats zur Gesandtschaft 1910 ernannte der Bundesrat Mengotti zum Generalkonsul und Geschäftsträger der neu gegründeten Gesandtschaft in Madrid. Damit trat Mengotti definitiv in den diplomatischen Dienst ein.
Mengotti beschwerte sich des Öftern, dass seine offizielle diplomatische Stellung in Spanien ungenügend sei und dass er kaum Zutritt zu den massgebenden Stellen finde. Daraufhin reagierte der Bundesrat am 21. April 1914 mit der Ernennung Mengottis zum Minister-Residenten. Am 20. Februar 1918 verlieh der Bundesrat Mengotti den Titel eines ausserordentlichen Gesandten und bevollmächtigten Ministers. Somit war er der erste Schweizer Gesandte im Königreich Spanien.
Mengotti behielt den Posten in Madrid bis zu seinem Tod am 29. März 1925. Als Nachfolger ernannte der Bundesrat den Berufsdiplomaten Maxime de Stoutz. Mengotti, der sogenannte Selfmademan, wohnte nie auf Schweizer Boden.
Aus Mengottis Ehe mit Matilde Arnaiz Quirós gingen neun Kinder hervor (Alfredo, Enrique, Paco, Adolfo, Arturo, Matilde, Teresa, Carlos und Leonor).